# Альянс
Алья́нс (фр. alliance) — об'єднання між державами для досягнення спільних цілей у певний час; об'єднання окремих осіб, політичних партій, громадських організацій на основі договірних зобов'язань.

## Види
Розрізняють альянси особисті, сімейні, групові, партійні, військові, політичні, економічні, міжнародно-кооперативні тощо. Найчастіше поняття «альянс» вживається стосовно міждержавних союзів.
Альянси у відносинах між державами, зазвичай, спрямовані на взаємну підтримку сторін у разі агресії інших держав чи на утвердження взаємних інтересів.
Міждержавні альянси бувають двосторонніми і багатосторонніми, таємними і відкритими, простими й високоорганізованими, коротко- і довготривалими, а також безпосередньо спрямованими на перемогу у війні чи на відвернення її. За сучасних умов міждержавні альянси створюються переважно з метою досягнення необхідного балансу сил і забезпечення національної безпеки тих чи інших держав.